# Louis Rasquinet
Louis Rasquinet was een Belgisch wielrenner. Hij is vooral bekend als deelnemer van de eerste drie edities van Luik-Bastenaken-Luik in 1892, 1893 en 1894.
In zijn carrière won Rasquinet één wedstrijd. Dat was de wedstrijd Ans-Oerle-Ans.

## Voornaamste wedstrijden
1891
- 2e - Belgisch kampioenschap voor de amateurs

1892
- 3e - Luik-Bastenaken-Luik

1893
- 5e - Luik-Bastenaken-Luik

1894
- 2e - Luik-Bastenaken-Luik

1895
- 1e - Ans-Oerle-Ans

## Resultaten in voornaamste wedstrijden
| Jaar | Luik-Bast.‑Luik |
| ---- | --------------- |
| 1892 | ↑               |
| 1893 | 5e              |
| 1894 | Zilver          |